# Благодаровское сельское поселение
Благодаровское се́льское поселе́ние — муниципальное образование в Одесском районе Омской области Российской Федерации.
Административный центр — село Благодаровка.

## История
Статус и границы сельского поселения установлены Законом Омской области от 30 июля 2004 года № 548-ОЗ «О границах и статусе муниципальных образований Омской области».

## Население
| 2010 | 2011 | 2012 | 2013 | 2014 | 2015 | 2016 |
| ---- | ---- | ---- | ---- | ---- | ---- | ---- |
| 889  | →889 | ↘883 | ↘877 | ↘873 | ↘867 | ↗892 |
| 2017 | 2018 | 2019 | 2020 | 2021 | 2023 |      |
| ↘879 | ↘866 | ↘844 | ↘843 | ↘707 | ↘678 |      |

## Состав сельского поселения
| № | Населённый пункт | Тип населённого пункта       | Население |
| - | ---------------- | ---------------------------- | --------- |
| 1 | Благодаровка     | село, административный центр | ↘678      |